# たいやき たべたの なんで?
たいやき たべたの なんで?は、高橋愛・田中れいな・夏焼雅による3人組音楽ユニットが2021年に「およげ!たいやきくん」をカバーする際に使用した覆面アーティストとしての名義。略称はTTN。このユニット名は同曲のMVと配信シングルのみで使用し、正体を明かしてからのライブ映像や同ユニットによるその他の楽曲では「高橋愛・田中れいな・夏焼雅」名義を使用している。
所属事務所はアップフロントクリエイト。所属レコード会社はアップフロントワークス。

## メンバー
| 名前                         | 生年月日 （年齢）       | 結成時 | 血液型 | 出身地 | 前所属                                      |
| ---------------------------- | ----------------------- | ------ | ------ | ------ | ------------------------------------------- |
| 高橋愛 （たかはし あい）     | 1986年9月14日 （38歳）  | 34歳   | A型    | 福井県 | モーニング娘。（卒業）                      |
| 田中れいな （たなか れいな） | 1989年11月11日 （35歳） | 31歳   | O型    | 福岡県 | モーニング娘。（卒業） LoVendoЯ（活動休止） |
| 夏焼雅 （なつやき みやび）   | 1992年8月25日 （32歳）  | 28歳   | O型    | 埼玉県 | Berryz工房（活動休止） PINK CRES.（解散）   |

## 概要
- モーニング娘。OGの高橋愛・田中れいな、PINK CRES.（結成当時は解散前）の夏焼雅によるユニット[3]。
- 「たいやき たべたの なんで?」というユニット名は、3人の名字の頭文字から「た（かはし）→たいやき」、「た（なか）→たべたの」、「な（つやき）→なんで?」とつけられた[3]。

## 略歴
2021年
- 5月28日、「たいやき たべたの なんで?」名義でカバーした「およげ!たいやきくん」をアーティストの正体は明かさずにUSENやラジオで放送開始[1]。
- 6月10日、公式Twitterを開設[4]。
- 6月20日、中野サンプラザで行われたM-line clubのコンサートツアー『M-line Special 2021 〜Make a Wish!〜』にて、高橋愛・田中れいな・夏焼雅が「たいやき たべたの なんで?」のメンバーであることを発表し、「およげ!たいやきくん」を初披露[1]。同日、同曲のMVを公開[3]。
- 6月21日、「およげ!たいやきくん」を配信シングルとしてリリース[5]。
- 8月6日、YouTube番組『M-line Music #1』にて、「高橋愛・田中れいな・夏焼雅」名義で「およげ!たいやきくん」のライブ映像を公開し、このユニットで2021年中にコミカルな楽曲を収録したアルバムを発売することを発表[6]。
- 12月17日、『M-line Music #20』にて、「愛のドンデン返し」のMVをプレビュー公開し、アルバムのタイトルと発売日を発表[7]。翌18日、同曲のMVを公開[8]。

2022年
- 2月4日、『M-line Music #26』にて、アルバムの発売日を3月16日から4月27日へ延期することを発表[9]。
- 2月18日、『M-line Music #28』にて、「誤爆〜We Can't Go Back〜」のMVをプレビュー公開[10]。翌19日、MVを公開[11]。
- 3月11日、『M-line Music #31』にて、「うどん!うどどん!うどどどどーん!」のMVをプレビュー公開[12]。翌12日、MVを公開[13]。
- 4月1日、『M-line Music #34』にて、「わさびじゃないのよ鰹は」のMVをプレビュー公開[14]。翌2日、MVを公開[15]。
- 4月27日、アルバム『ラフ・アンド・ピース』を発売し、『ミニライブ&お見送り会イベント』を横浜ランドマークホールで開催[16]。
- 4月28日、公式Twitterの更新を終了[17]。
- 7月7日・8日、単独ライブ『ラフ・アンド・ピース 七夕Special 〜星に願いを〜』をCOTTON CLUBで開催[18]。

## ディスコグラフィー

### 配信シングル
|   | 発売日        | タイトル            | 作詞・作曲                                           | 規格品番  | 備考 |
| - | ------------- | ------------------- | ---------------------------------------------------- | --------- | --- |
| 1 | 2021年6月21日 | およげ!たいやきくん | 高田ひろお（作詞） 佐瀬寿一（作曲） 鈴木俊介（編曲） | UFDL-1480 | 「たいやき たべたの なんで?（高橋愛/田中れいな/夏焼雅）」名義。 JASRACには「高橋愛・田中れいな・夏焼雅」名義で登録。 |

### アルバム
|   | 発売日        | タイトル             | 販売形態 | 規格品番  | 最高位 （オリコン） | 備考                                                                                     |
| - | ------------- | -------------------- | -------- | --------- | ------------------- | ---------------------------------------------------------------------------------------- |
| 1 | 2022年4月27日 | ラフ・アンド・ピース | CD+DVD   | EPCE-7674 | 28位                | 「高橋愛・田中れいな・夏焼雅」名義。 3月16日発売予定だったが、諸事情により延期となった。 |

## タイアップ
| 使用年 | 楽曲                   | タイアップ |
| ------ | ---------------------- | --- |
| 2021年 | およげ!たいやきくん    | TBSテレビ（関東ローカル）『ふるさとの未来』2021年7月度（第61回 - 第63回）エンディングテーマ                                                         |
| 2022年 | わさびじゃないのよ鰹は | TBSテレビ系『ひるおび!』2022年4月度エンディングテーマ TBSテレビ（関東ローカル）『ふるさとの未来』2022年5月度（第100回 - 第103回）エンディングテーマ |

## 公演

### 合同ライブ・コンサート
- M-line Special 2021 〜Make a Wish!〜（2021年6月20日、中野サンプラザ、昼夜2公演 / 26日、戸田市文化会館、昼夜2公演）
- M-line Special 2022 〜My Wish〜（2022年2月23日、めぐろパーシモンホール、昼夜2公演）

### 単独ライブ・コンサート
- 「ラフ・アンド・ピース」ミニライブ&お見送り会イベント（2022年4月27日、横浜ランドマークホール）[16]
- ラフ・アンド・ピース 七夕Special 〜星に願いを〜（2022年7月7日・8日、COTTON CLUB）[18]